# Systropus lugubris
Systropus lugubris är en tvåvingeart som beskrevs av Osten Sacken 1887. Systropus lugubris ingår i släktet Systropus och familjen svävflugor. Inga underarter finns listade i Catalogue of Life.